# Grand Prix mondial de volley-ball 2001
Navigation
Grand Prix 2000 Grand Prix 2002
Le 9e Grand Prix mondial de volley-ball féminin s'est déroulé du 3 au 26 août 2001.
L'événement s'est déroulé sur quatre semaines dans trois pays et six villes à travers toute l'Asie : à Hong Kong, en Thaïlande, en Chine, à Taïwan et au Japon. 
Le tournoi final s'est joué à Macao en Chine du 22 au 26 août 2001

## Équipes participantes
| Europe           | Amérique               | Asie                     |
| ---------------- | ---------------------- | ------------------------ |
| Allemagne Russie | Brésil Cuba États-Unis | Chine Corée du Sud Japon |

## Tournois Préliminaires

### Premier week-end
| Groupe A                                                   | Groupe B                                 |
| ---------------------------------------------------------- | ---------------------------------------- |
| Site : Suphanburi Allemagne Corée du Sud États-Unis Russie | Site : Hong Kong Brésil Chine Cuba Japon |

#### Groupe A (Suphanburi)
| Rang | Équipe       | Point | J | G | P | PP | PC | Ratio | SP | SC | Ratio |
| 1    | Russie       | 5     | 3 | 2 | 1 | 6  | 3  | 2,000 |    |    |       |
| 2    | États-Unis   | 5     | 3 | 2 | 1 | 6  | 3  | 2,000 |    |    |       |
| 3    | Corée du Sud | 4     | 3 | 1 | 2 | 5  | 6  | 0,833 |    |    |       |
| 4    | Allemagne    | 4     | 3 | 1 | 2 | 3  | 8  | 0,375 |    |    |       |

#### Groupe B (Hong Kong)
| Rang | Équipe | Point | J | G | P | PP | PC | Ratio | SP | SC | Ratio |
| 1    | Japon  | 6     | 3 | 3 | 0 | 9  | 1  | 9,000 |    |    |       |
| 2    | Chine  | 5     | 3 | 2 | 1 | 6  | 5  | 1,200 |    |    |       |
| 3    | Brésil | 4     | 3 | 1 | 2 | 5  | 8  | 0,625 |    |    |       |
| 4    | Cuba   | 3     | 3 | 0 | 3 | 3  | 9  | 0,333 |    |    |       |

### Second week-end
| Groupe C                                   | Groupe D                                            |
| ------------------------------------------ | --------------------------------------------------- |
| Site : Harbin Allemagne Brésil Chine Japon | Site : Fengshan Cuba Corée du Sud États-Unis Russie |

#### Groupe C (Harbin)
| Rang | Équipe    | Point | J | G | P | PP | PC | Ratio | SP | SC | Ratio |
| 1    | Chine     | 6     | 3 | 3 | 0 | 9  | 2  | 4,500 |    |    |       |
| 2    | Brésil    | 5     | 3 | 2 | 1 | 7  | 6  | 1,166 |    |    |       |
| 3    | Japon     | 4     | 3 | 1 | 2 | 5  | 7  | 0,714 |    |    |       |
| 4    | Allemagne | 3     | 3 | 0 | 3 | 3  | 9  | 0,333 |    |    |       |

#### Groupe D (Fengshan)
| Rang | Équipe       | Point | J | G | P | PP | PC | Ratio | SP | SC | Ratio |
| 1    | Cuba         | 6     | 3 | 3 | 0 | 9  | 4  | 2,250 |    |    |       |
| 2    | États-Unis   | 5     | 3 | 2 | 1 | 8  | 7  | 1,143 |    |    |       |
| 3    | Russie       | 4     | 3 | 1 | 2 | 6  | 6  | 1,000 |    |    |       |
| 4    | Corée du Sud | 3     | 3 | 0 | 3 | 3  | 9  | 0,333 |    |    |       |

### Troisième week-end
| Groupe E                                      | Groupe F                                      |
| --------------------------------------------- | --------------------------------------------- |
| Site : Harbin Allemagne Chine Cuba États-Unis | Site : Tokyo Brésil Corée du Sud Japon Russie |

#### Groupe E (Harbin)
| Rang | Équipe     | Point | J | G | P | PP | PC | Ratio | SP | SC | Ratio |
| 1    | Chine      | 6     | 3 | 3 | 0 | 9  | 3  | 3,000 |    |    |       |
| 2    | États-Unis | 5     | 3 | 2 | 1 | 7  | 4  | 1,750 |    |    |       |
| 3    | Cuba       | 4     | 3 | 1 | 2 | 5  | 6  | 0,833 |    |    |       |
| 4    | Allemagne  | 3     | 3 | 0 | 3 | 1  | 9  | 0,111 |    |    |       |

#### Groupe F (Tokyo)
| Rang | Équipe       | Point | J | G | P | PP | PC | Ratio | SP | SC | Ratio |
| 1    | Brésil       | 6     | 3 | 3 | 0 | 9  | 4  | 2,250 |    |    |       |
| 2    | Russie       | 5     | 3 | 2 | 1 | 8  | 4  | 2,000 |    |    |       |
| 3    | Japon        | 4     | 3 | 1 | 2 | 5  | 6  | 0,833 |    |    |       |
| 4    | Corée du Sud | 3     | 3 | 0 | 3 | 1  | 9  | 0,111 |    |    |       |

## Classement tour préliminaire
| No | Équipe       | Points | Matches | Matches | Matches | Sets | Sets   | Sets  | Points | Points | Points |
| No | Équipe       | Points | joués   | gagnés  | perdus  | pour | contre | Ratio | pour   | contre | Ratio  |
| -- | ------------ | ------ | ------- | ------- | ------- | ---- | ------ | ----- | ------ | ------ | ------ |
| 1. | Chine        | 17     | 9       | 8       | 1       | 24   | 10     | 2,400 | 825    | 706    | 1,169  |
| 2. | États-Unis   | 15     | 9       | 6       | 3       | 21   | 14     | 1,500 | 778    | 759    | 1,025  |
| 3. | Brésil       | 15     | 9       | 6       | 3       | 21   | 18     | 1,167 | 847    | 842    | 1,006  |
| 4. | Russie       | 14     | 9       | 5       | 4       | 20   | 13     | 1,538 | 772    | 682    | 1,132  |
| 5. | Japon        | 14     | 9       | 5       | 4       | 19   | 14     | 1,357 | 763    | 764    | 0,999  |
| 6. | Cuba         | 13     | 9       | 4       | 5       | 17   | 19     | 0,895 | 778    | 812    | 0,958  |
| 7. | Corée du Sud | 10     | 9       | 1       | 8       | 9    | 24     | 0,375 | 676    | 780    | 0,867  |
| 8. | Allemagne    | 10     | 9       | 1       | 8       | 7    | 26     | 0,269 | 699    | 739    | 0,881  |

## Phase finale

### Poule A
| No | Équipe    | Points | Matches | Matches | Sets | Sets   | Sets  | Points | Points | Points |
| No | Équipe    | Points | gagnés  | perdus  | pour | contre | Ratio | pour   | contre | Ratio  |
| -- | --------- | ------ | ------- | ------- | ---- | ------ | ----- | ------ | ------ | ------ |
| 1  | Russie    | 6      | 3       | 0       | 9    | 3      | 3,000 | -      | -      | -      |
| 2  | Chine     | 5      | 2       | 1       | 7    | 5      | 1,400 | -      | -      | -      |
| 3  | Japon     | 4      | 1       | 2       | 7    | 7      | 1,000 | -      | -      | -      |
| 4  | Allemagne | 3      | 0       | 3       | 1    | 9      | 0,111 | -      | -      | -      |

### Poule B
| No | Équipe       | Points | Matches | Matches | Sets | Sets   | Sets  | Points | Points | Points |
| No | Équipe       | Points | gagnés  | perdus  | pour | contre | Ratio | pour   | contre | Ratio  |
| -- | ------------ | ------ | ------- | ------- | ---- | ------ | ----- | ------ | ------ | ------ |
| 1  | Cuba         | 6      | 3       | 0       | 9    | 2      | 4,500 | -      | -      | -      |
| 2  | États-Unis   | 5      | 2       | 1       | 6    | 5      | 1,200 | -      | -      | -      |
| 3  | Brésil       | 4      | 1       | 2       | 6    | 6      | 1,000 | -      | -      | -      |
| 4  | Corée du Sud | 3      | 0       | 3       | 1    | 9      | 0,111 | -      | -      | -      |

## Finales

### Places de 1 à 4
|  | Demi-finales                                | Demi-finales                                |                        |   | Finale                                 | Finale                                 |
|  | Demi-finales                                | Demi-finales                                |                        |   | Finale                                 | Finale                                 |
|  |                                             |                                             |                        |   |                                        |                                        |
|  | 25 août 2001 (25-22 28-26 21-25 25-27 15-9) | 25 août 2001 (25-22 28-26 21-25 25-27 15-9) |                        |   | 26 août 2001 (26-28 25-20 25-21 25-11) | 26 août 2001 (26-28 25-20 25-21 25-11) |
|  | 25 août 2001 (25-22 28-26 21-25 25-27 15-9) | 25 août 2001 (25-22 28-26 21-25 25-27 15-9) |                        |   | 26 août 2001 (26-28 25-20 25-21 25-11) | 26 août 2001 (26-28 25-20 25-21 25-11) |
|  | États-Unis                                  | 3                                           |                        |   | 26 août 2001 (26-28 25-20 25-21 25-11) | 26 août 2001 (26-28 25-20 25-21 25-11) |
|  | États-Unis                                  | 3                                           |                        |   | 26 août 2001 (26-28 25-20 25-21 25-11) | 26 août 2001 (26-28 25-20 25-21 25-11) |
|  | Russie                                      | 0                                           |                        |   | 26 août 2001 (26-28 25-20 25-21 25-11) | 26 août 2001 (26-28 25-20 25-21 25-11) |
|  | Russie                                      | 0                                           | États-Unis             | 3 |                                        |                                        |
|  | 25 août 2001 (18-25 25-21 25-22 25-23)      |                                             | États-Unis             | 3 |                                        |                                        |
|  |                                             | Chine                                       | 1                      |   |                                        |                                        |
|  | Chine                                       | Chine                                       | 1                      | 3 |                                        |                                        |
|  | Chine                                       |                                             |                        | 3 |                                        |                                        |
|  | Cuba                                        | 1                                           |                        |   |                                        |                                        |
|  | Cuba                                        | 1                                           | Match pour la 3e place |   |                                        |                                        |
|  |                                             |                                             |                        |   |                                        |                                        |
|  | 26 août 2001 (25-18 25-11 25-20)            |                                             |                        |   |                                        |                                        |
|  |                                             |                                             |                        |   |                                        |                                        |
|  | Russie                                      | 3                                           |                        |   |                                        |                                        |
|  | Russie                                      | 3                                           |                        |   |                                        |                                        |
|  | Cuba                                        | 0                                           |                        |   |                                        |                                        |
|  | Cuba                                        | 0                                           |                        |   |                                        |                                        |

## Distinctions individuelles
- MVP : Danielle Scott
- Meilleure Marqueuse : Danielle Scott
- Meilleure Attaquante : Elizaveta Tichtchenko
- Meilleure Contreuse : Danielle Scott
- Meilleure Serveuse : Zoila Barros
- Meilleure Passeuse : Robyn Ah Mow
- Meilleure Défenseur : Stacy Sykora
- Meilleure Réceptionneuse : Elena Tiourina

## Tableau final
| Place              | Équipe       |
| ------------------ | ------------ |
| Médaille d'or      | États-Unis   |
| Médaille d'argent  | Chine        |
| Médaille de bronze | Russie       |
| 4                  | Cuba         |
| 5                  | Brésil       |
| 6                  | Japon        |
| 7                  | Corée du Sud |
| 8                  | Allemagne    |